# امپراتور سنکا
امپراتور سنکا (به ژاپنی: 宣化天皇 Senka-tennō)؛ (زاده ۴۶۶ میلادی - درگذشته ۵۳۹ میلادی) بیست و هشتمین امپراتور افسانه‌ای ژاپن بود.